# Flygräddningscentralen/Cefyl
Flygräddningscentralen var Sveriges Aeronautical Rescue Coordination Centre enligt ICAO-konventionen 1944 (Chicago-konventionen), innan en integrerad räddningscentral för både sjö- och flygräddning, Sjö- och flygräddningscentralen (JRCC), bildades 2010.
En central gemensam civil och militär flygräddningscentral bildades omkring 1978 genom en sammanslagning av Försvarsmaktens flygräddningscentral CEFYL och den civila Flygräddningscentralen under Luftfartsverket. Den benämndes också RCC/Cefyl och senare ARCC/Cefyl och var först lokaliserad till Arlanda flygplats, men omlokaliserades under 1990-talets andra hälft till Kustbevakningens hus vid Käringberget i Göteborg, som inhyste Kustbevakningens ledningscentral för region sydväst samt Försvarsmaktens sjöbevakningscentral. Flygräddningscentralen, som drevs av Luftfartsverket och samfinaniserades av Luftfartsverket och Försvarsmakten, var samlokaliserad med Sjöräddningscentralen under Sjöfartsverket.
Huvuduppgiften för ARRC/Cefyl var civil och militär flygräddning. De stora skogsbränderna 1992, bland andra skogsbranden på Gotland och skogsbranden på Vakö myr, aktualiserade ett behov av översikt över och systematisk prioritering av för tillfället tillgängliga helikopterresurser för skogsbrandbekämpning, och denna uppgift lades på Flygräddningscentralen. Denna hade också det operativa ansvaret för tillståndsgivning för flygning med statsluftfartyg i svenskt luftrum. 
Flygräddningscentralen svarade årligen för drygt 1.000 fall, varav en fjärdedel ledde till helikopterflyginsatser.
Flygräddningscentralen är sedan 2010 organisatoriskt ersatt av den gemensamma Sjö- och flygräddningscentralen (JRCC), som drivs av Sjöfartsverket och är en enligt internationell benämning Joint Rescue Coordination Centre för den svenska räddningsregionen. Dess geografiska ansvarsområde omfattar det svenska territoriet samt det svenska territorialvattnet och en utvidgning av detta enligt en överenskommelse med grannstaterna. Den nya gemensamma räddningscentralen är lokaliserad till samma lokal i Göteborg, som de båda tidigare räddningscentralerna delat.

## Historik
Den militära centrala flygsäkerhetsledningen (Cefyl) bildades i kölvattnet efter flyghaverier 1944, när en formation på åtta B 18 på förbandsflygning till norra Sverige skingrades i dåligt väder. Flera havererade. Cefyl startade 1946 som en militär funktion i flygvapnets stab.